# Закон України «Про статус народного депутата України»
Закон України «Про статус народного депутата України» — закон, прийнятий 1992 року, який визначає статус (права, обов'язки і відповідальність) народного депутата України у Верховній Раді України та за її межами, встановлює правові та соціальні гарантії здійснення народним депутатом України своїх депутатських повноважень.
Викладений у новій редакції 2001 року, зазнав багатьох змін і тлумачень Конституційного Суду України. Одного разу його положення визнавалися неконституційними.

## Структура
У сучасній редакції Закон складається з п'яти розділів і 38 статей.
- Розділ I. Загальні засади
- Розділ II. Права народного депутата України
  - Глава 1. Права народного депутата України у Верховній Раді України
  - Глава 2. Права народного депутата України у взаємовідносинах із органами державної влади, органами місцевого самоврядування, підприємствами, установами та організаціями, об'єднаннями громадян України та іноземних держав
  - Глава 3. Права народного депутата України у взаємовідносинах із засобами масової інформації, на забезпечення інформацією та на її використання
  - Глава 4. Гарантії трудових прав народного депутата України при виконанні депутатських повноважень та після їх припинення
- Розділ III. Обов'язки народного депутата України
- Розділ IV. Основні гарантії діяльності народних депутатів України
- Розділ V. Відповідальність за невиконання вимог цього Закону.

### Пов'язані акти Конституційного Суду
- від 19.05.1999 № 4-рп/99 [Архівовано 8 травня 2017 у Wayback Machine.]
- від 11.04.2000 № 4-рп/2000 [Архівовано 20 травня 2017 у Wayback Machine.]
- від 10.05.2000 № 8-рп/2000 [Архівовано 9 травня 2017 у Wayback Machine.]
- від 20.03.2002 № 4-рп/2002 [Архівовано 15 травня 2017 у Wayback Machine.]
- від 05.03.2003 № 5-рп/2003 [Архівовано 1 травня 2017 у Wayback Machine.]
- від 10.04.2003 № 7-рп/2003 [Архівовано 21 серпня 2012 у Wayback Machine.]
- від 26.06.2003 № 12-рп/2003 [Архівовано 15 травня 2017 у Wayback Machine.]
- від 14.10.2003 № 16-рп/2003 [Архівовано 18 травня 2017 у Wayback Machine.]
- від 09.07.2007 № 6-рп/2007 [Архівовано 16 травня 2017 у Wayback Machine.]
- від 22.05.2008 № 10-рп/2008 [Архівовано 16 травня 2017 у Wayback Machine.]
- від 25.06.2008 № 12-рп/2008 [Архівовано 5 червня 2017 у Wayback Machine.]